# Kraftwerk Birsfelden
Das Kraftwerk Birsfelden ist eine Schweizer Aktiengesellschaft mit Sitz in Birsfelden im Kanton Basel-Landschaft. Zweck der Gesellschaft ist die Nutzung der Wasserkraft des Rheins durch Erstellung und Betrieb des Elektrizitätswerks Birsfelden. Das Niederdruck-Laufkraftwerk liefert eine durchschnittliche Leistung von etwa 100 MW.

## Geschichte und Bau
Seit Ende des 19. Jahrhunderts befassten sich verschiedene Unternehmergruppen mit der Projektierung eines Kraftwerkes. Doch erst 1942 unterbreiteten Basel-Stadt und Basel-Landschaft, zwischen deren Ufer sich die Stauanlage befinden sollte, den zuständigen Schweizer und badischen Behörden ihre Pläne. Es dauerte noch acht Jahre, bis das Projekt die Konzession erhielt und die Kraftwerksgesellschaft am 16. September 1950 gegründet wurde. Einen Monat zuvor war der Flugplatz Basel-Sternenfeld stillgelegt worden, der dem Kraftwerkbau weichen musste.
Die Bauherrschaft beauftragte 1951 den Architekten Hans Hofmann und den Stadtgärtner R. Arioli mit den Hochbauten und der landschaftlichen Gestaltung. Das Kraftwerk musste sich dazu verpflichten, den Schiffsbetrieb zwischen Basel und Augst jederzeit zu gewährleisten und erstellte dazu die nötigen Schifffahrtsanlagen (Schleusen).

## Schleusen
Das Kraftwerk ist mit zwei 180 Meter bzw. 190 Meter langen und 12 Meter breiten Schleusen für die Rheinschifffahrt ausgestattet.

## Brücke und Kraftwerkinsel
Der Fussweg über das Wehr und über die Schleusen des Kraftwerkes ist die oberste Brücke bzw. Rheinübergang der Stadt Basel. Die Kraftwerkinsel dient wegen der grossen Wiese in der Inselmitte und der Nähe zum Birsköpfli auch als Naherholungsgebiet.

Das Kraftwerk 1954 in Bau
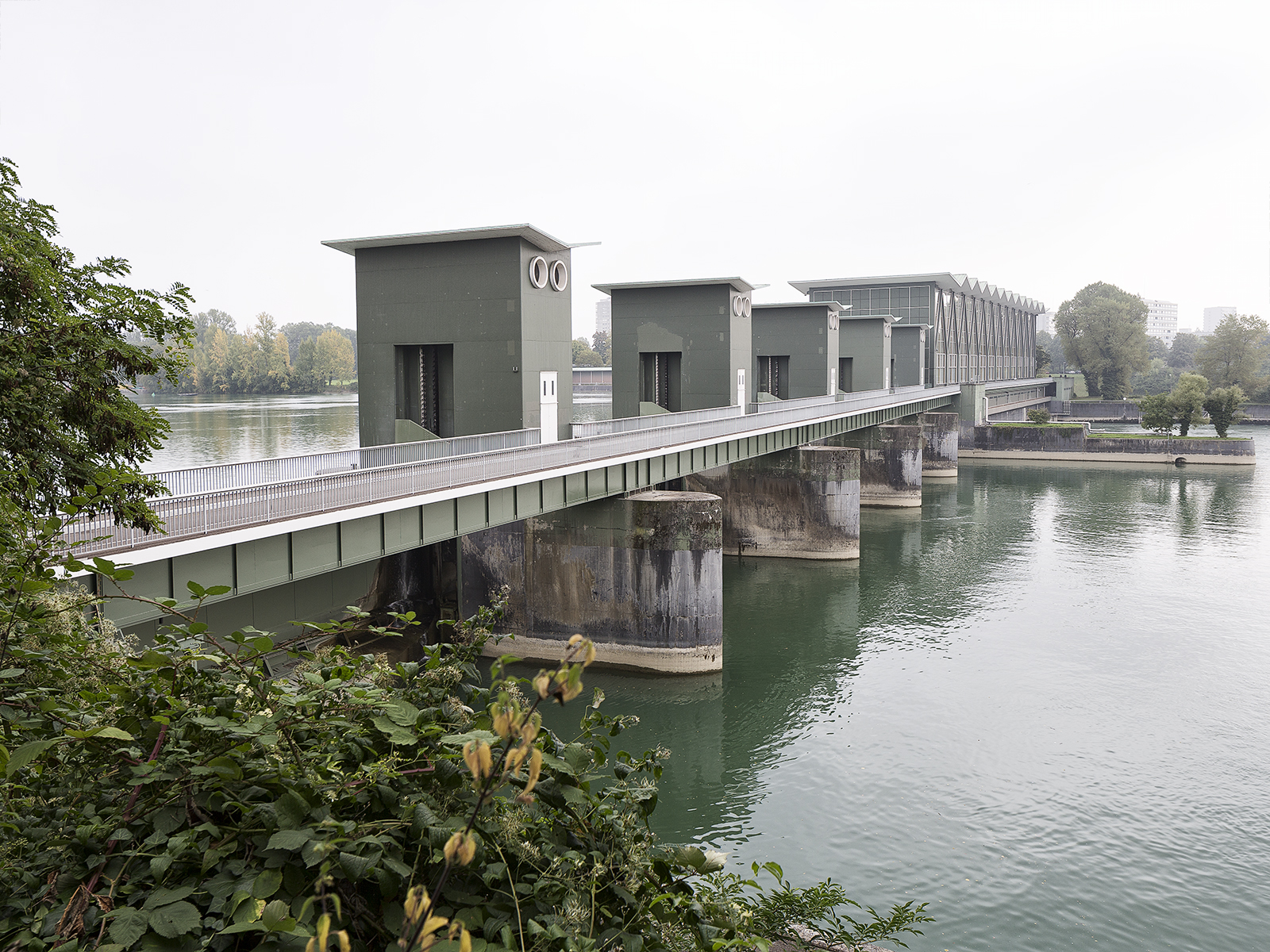
Kraftwerk vom rechten Ufer aus
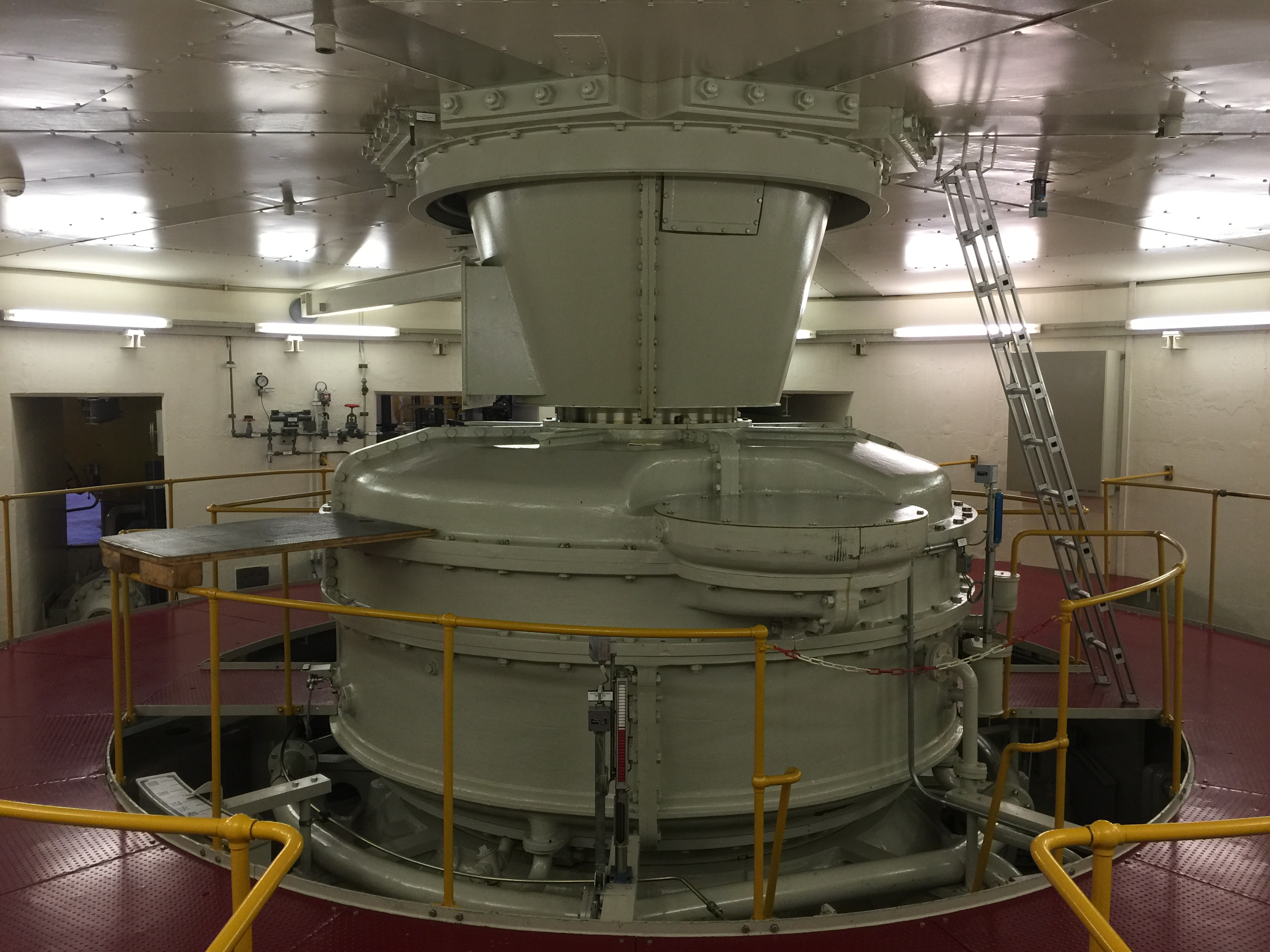
Turbine
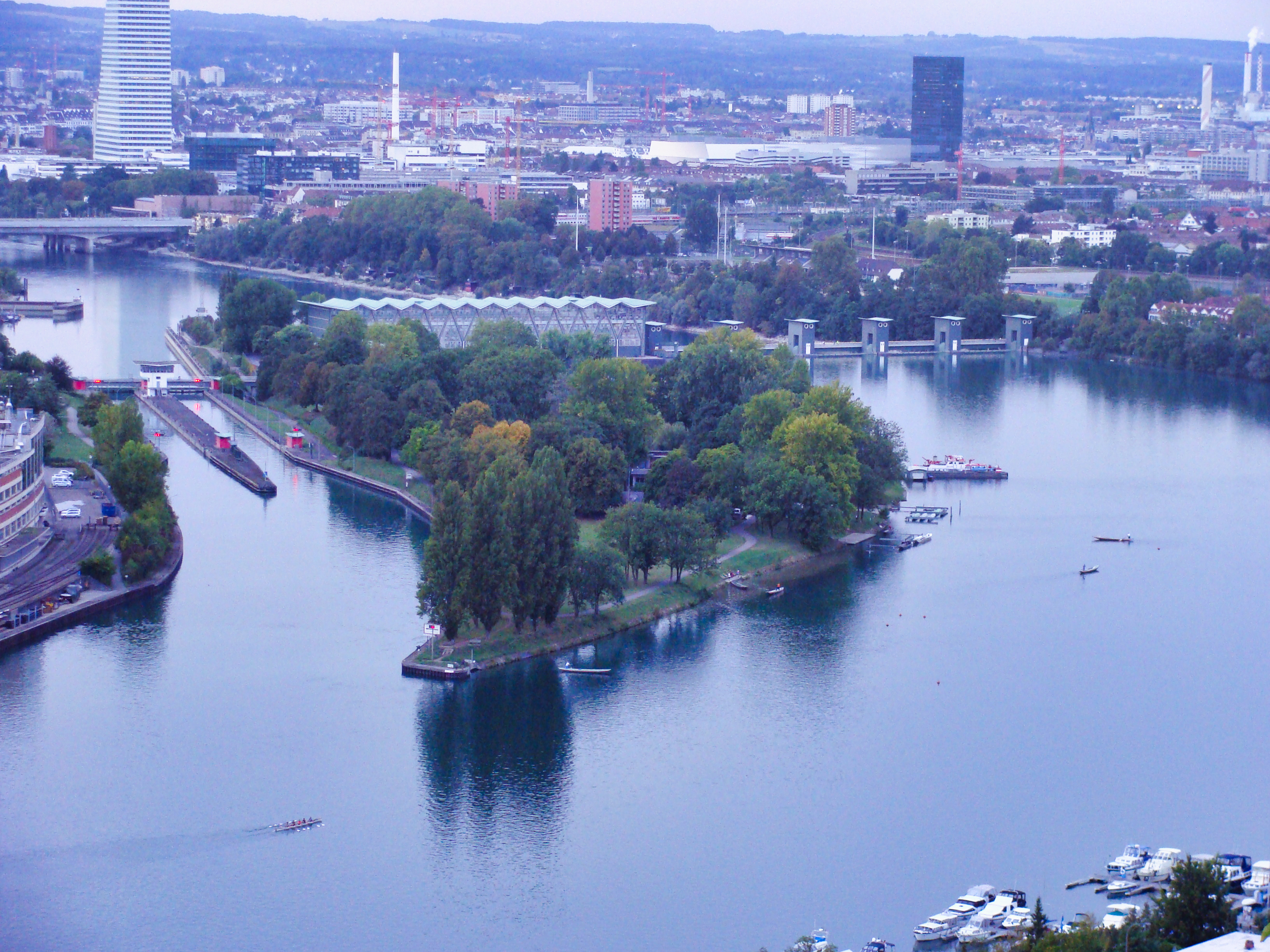
Birs-Kraftwerk-Insel